# Farol de São Sebastião
Farol de São Sebastião ist ein aktiver Leuchtturm auf der Insel São Tomé an der Küste des Inselstaates São Tomé und Príncipe. Er markiert das Südende der Baía de Ana Chaves und steht auf der Landzunge Ponta de São Sebastião im Westen der Hauptstadt São Tomé.

## Geschichte
Im 16. Jahrhundert wurde die Festung Forte de São Sebastião gebaut und 1866 auf der Außenmauer der Leuchtturm errichtet. 1928 wurde er erneuert.
Das Türmchen ist 6 m hoch und das Feuer hat eine Höhe von 14 m. Das rote Licht hat eine Tragweite von 9 Seemeilen.